# Margarita Tutulani
Margarita Tutulani (Berat, 1925- 6 de julio de 1943) fue una antifascista y héroe de Albania durante la Segunda Guerra Mundial. Su brutal muerte inspiró a mucha gente a unirse a la resistencia contra el fascismo en Albania.

## Biografía
Tutulani nació en Berat, en el barrio de Gorica. Su abuelo, Demetrius Tutulani, fue uno de los firmantes de la Declaración de Independencia de Albania en 1912, y su padre fue miembro del Parlamento de Albania. Asistió al Instituto Pedagógico de la Reina Madre en Tirana.
Cuando Italia invadió Albania en abril de 1939, Tutulani se mudó de vuelta a Berat, donde junto a su familia protestó y se manifestó contra el gobierno de los italianos en su país. En 1942, se unió al Partido Comunista. Fue también una de las principales figuras en la manifestación del 28 de noviembre de 1942 en Berat, una protesta antifascista que atrajo a miles de personas. Tras noviembre, el gobierno fascista fue en su búsqueda.
Tutulani y su hermano, Kristaq Tutulani, fueron arrestados en Berat el 4 de julio de 1943. Tras su arresto, fueron torturados mientras estaban en prisión. Más tarde fueron sacados de la prisión y ejecutados en Gosa cerca de Kavaja, el 6 de julio de 1943.
La ciudad de Berat recibió una fuerte impresión por la muerte de los hermanos. Comenzó a circular una "foto de su cuerpo mutilado" y la brutalidad de su muerte inspiró a la gente a unirse a la resistencia contra el gobierno fascista.
Hay una estatua de Tutulani en el Cementerio Nacional de los Mártires de Albania. Tutulani dejó escritos que ahora forman parte de los archivos familiares de los Tutulani, que incluyen poesía, memorias y ensayos. Beratasi Vehxhi Buharaja, lingüista, escribió un poema en su honor, "Margarita," diez días después de que fuera asesinada.